# Salcia Tudor (gmina)
Salcia Tudor – gmina w Rumunii, w okręgu Braiła. Obejmuje miejscowości Ariciu, Cuza Vodă, Gulianca, Olăneasca i Salcia Tudor. W 2011 roku liczyła 2563 mieszkańców. 